# Lê Văn Đại
Lê Văn Đại (sinh ngày 13 tháng 5 năm 1996) là một cầu thủ bóng đá người Việt Nam hiện đang thi đấu cho câu lạc bộ PVF–CAND tại V.League 2 ở vị trí trung vệ.

## Sự nghiệp
Năm 2011, Lê Văn Đại gia nhập đội bóng đá trẻ Thanh Hóa. Năm 2012, anh được huấn luyện viên Triệu Quang Hà đưa lên tập cùng đội một từ khi mới còn 16 tuổi. Mùa giải 2016, Văn Đại mới được câu lạc bộ FLC Thanh Hóa đăng ký vào danh sách thi đấu. Nhưng sau giai đoạn lượt đi không được ra sân, anh được đem cho Đồng Nai mượn thi đấu ở giải hạng Nhất 2016. Từ đây, anh được các huấn luyện viên để ý và được triệu tập lên đội tuyển U-21 Việt Nam tham dự giải U-21 quốc tế.